# Anubión de Alejandría
Anubión de Alejandría (en griego antiguo: Ἀνουβίων Ἀλεξανδρεὺς o también conocido como Fidos de Alejandría en griego antiguo: Φείδος ὁ Ἀλεξανδρινός, siglo II) fue un atleta olímpico de la Antigüedad nacido en Alejandría.
Resultó ganador de la carrera a pie del estadio (la longitud de un estadio eran aproximadamente 192 m) durante los 240.º Juegos Olímpicos, en el 181.
Eusebio de Cesarea lo menciona en su libro Crónica como campeón olímpico.